# Svartabborrtjärnen (Skorpeds socken, Ångermanland)
Svartabborrtjärnen är en sjö i Örnsköldsviks kommun i Ångermanland och ingår i Nätraåns huvudavrinningsområde.